# ریداسپرت (اورگن)
ریداسپرت (به انگلیسی: Reedsport) شهری در شهرستان داگلاس ایالت اورگن است و در سرشماری سال ۲۰۱۱ میلادی، ۴٬۱۵۴ نفر جمعیت داشته که نسبت به سال ۲۰۱۰، −۰٫۲۲ درصد رشد جمعیت داشته‌است.

## موقعیت جغرافیایی
موقعیت جغرافیایی شهرها و مناطق اطراف به شرح زیر است: